# Athlétisme handisport
L’athlétisme handisport (ou para-athlétisme) est un sport dérivé de l'athlétisme. C’est un des plus vieux handisports : c’est en 1946 à l’hôpital de Stoke Mandeville au Royaume-Uni que des handicapés moteurs ont organisé pour la première fois des courses en fauteuil roulant.
Au niveau international c'est directement le Comité international paralympique (IPC) qui est la fédération de référence. En France, la Fédération française handisport (FFH) a reçu délégation le 31 décembre 2016 du ministère des Sports pour organiser la pratique de l'athlétisme handisport.

## Règles
L'athlétisme respecte les règles établies par World Athletics (anciennement Association internationale des fédérations d'athlétisme), adaptées pour tenir compte du handicap des sportifs. C'est le Comité international paralympique (IPC) qui a adapté les règles de World Athletics pour la pratique des personnes handicapées.
Les épreuves d’athlétisme ont lieu dans dix-huit disciplines :
- des épreuves de course : 100 m, 200 m, 400 m, 800 m, 1 500 m, 5 000 m, 10 000 m, relais 4 × 100 m, relais 4 × 400 m ;
- des épreuves de saut : hauteur, longueur, triple saut ;
- des épreuves de lancer : poids, disque, javelot et massue ;
- le pentathlon ;
- le marathon.

Dans chaque discipline, il y a plusieurs épreuves puisque les athlètes concourent regroupés en catégories de handicap.
Les déficients visuels ont la permission de courir à côté d’un sportif voyant qui leur sert de guide aux 100 m, 200 m, 400 m et 800 m ainsi que sur route.
Certaines catégories de handicap ont la possibilité d'avoir un(e) assistant(e) pour les aider.

## Classification des athlètes

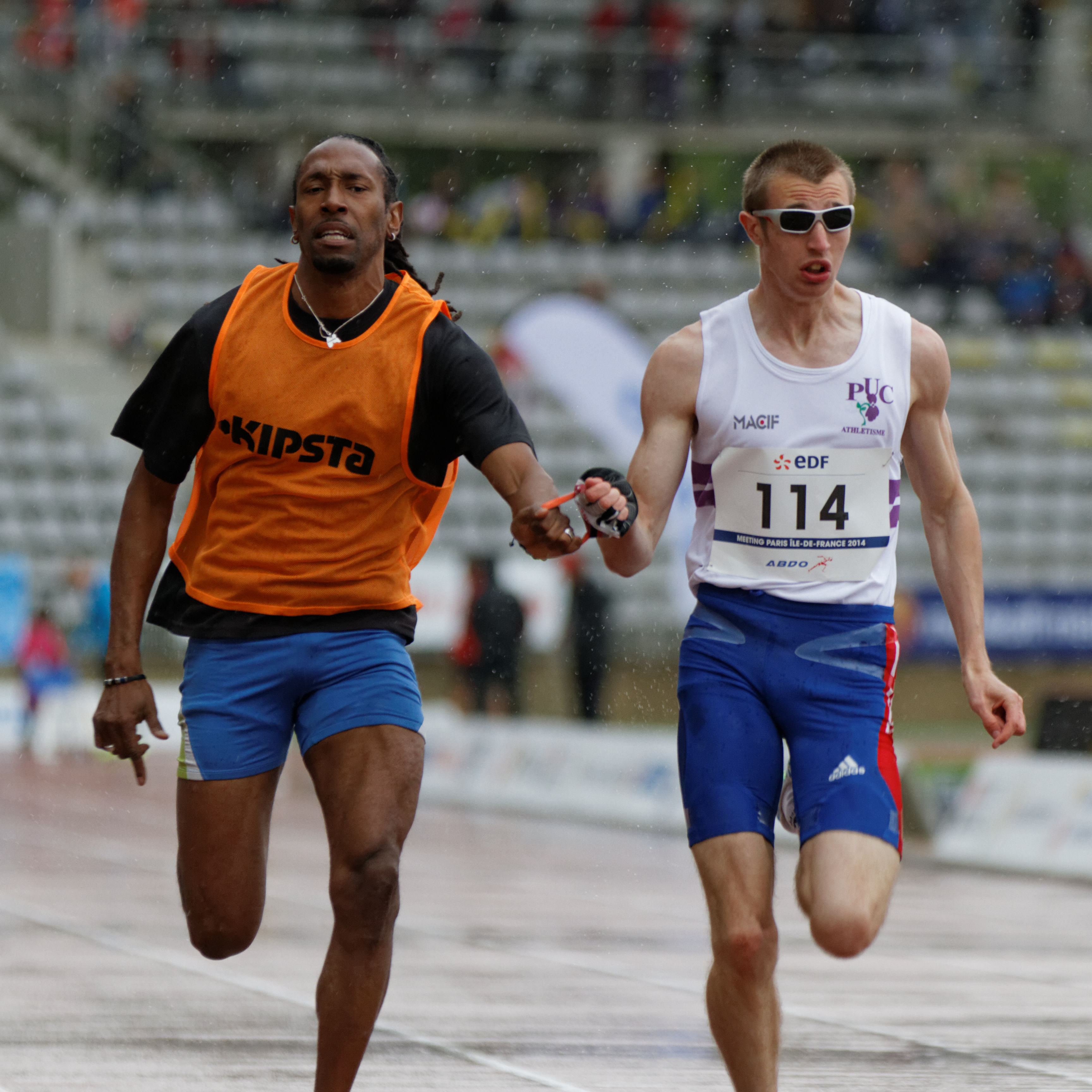
Timothée Adolphe (T11) et son guide Cédric Felip

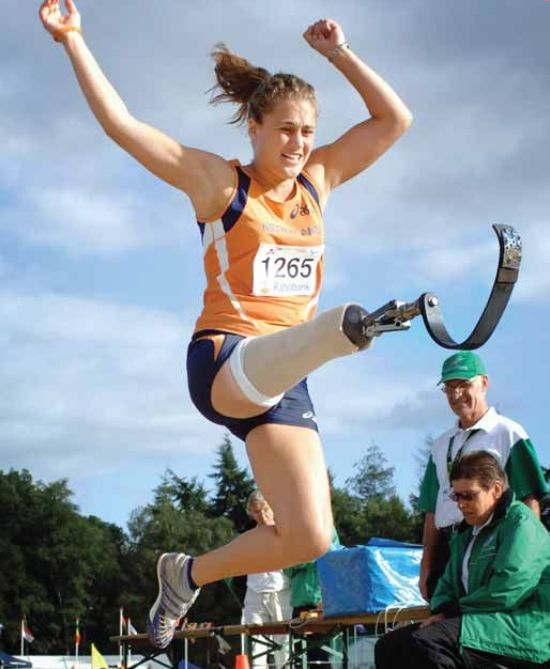
Annette Roozen qui compétitionne en saut en longueur avec sa prothèse

Les épreuves sont catégorisés par une lettre – « T » (track) pour la course, « F » (field) pour le lancer ou le saut –, suivie d'un nombre qui indique la nature et le degré du handicap. Le premier chiffre indique la nature du handicap, le second la gravité, plus celui-ci est bas, plus grave est le handicap.
Sept catégories sont prises en compte : 
- La catégorie 1 est pour les athlètes non-voyants (11) (les non-voyants concourent avec un bandeau ou des lunettes noires) et malvoyants (12 et 13) ;
- La catégorie 2 (20) est pour les athlètes déficients mentaux et moteurs (QI inférieur à 75 et preuve de handicap nuisant à la performance) ;
- La catégorie 3 est pour les athlètes atteints de paralysie cérébrale  (hémiplégie, diplégie etc., lourde à légère) ;
- La catégorie 4 est pour les athlètes de petite taille (seulement pour les lancers) ou avec une puissance musculaire altérée des membres inférieurs (sans prothèse) ainsi que les athlètes amputés des membres supérieurs ;
- La catégorie 5 est pour les athlètes atteints à la moelle épinière, qui participent aux épreuves en fauteuil roulant (tétraplégie, paraplégie, hémiplégie, et assimilés) ;
- La catégorie 6 est pour les athlètes amputés des membres inférieurs (avec prothèses) ;
- La catégorie 7 est pour les athlètes atteints de troubles sévères de la coordination.

Ci-dessous le tableau récapitulatif général :
| Courses   | Courses | Lancers et sauts | Lancers et sauts |
| Catégorie | Observations | Catégorie        | Observations |
| --------- | --- | ---------------- | --- |
| T11 à T13 | Handicap visuel. T11 signifie une cécité totale. Pour les courses du 100 mètres au 800 mètres, les athlètes aveugles courent avec un guide qui s'assure qu'ils ne sortent pas de leur couloir. | F11 à F13        | idem |
| T20       | Handicap mental. | F20              | idem |
| T31 à T38 | Infirmité motrice cérébrale. Les catégories 31 à 33 recouvrent la tétraplégie (selon la lourdeur du handicap, "31" étant le handicap le plus lourd). Les athlètes catégorisés 34 ou 35 sont handicapés à divers degrés des bras et des jambes ; un athlète catégorisé 34 peut être en fauteuil roulant, mais pas un athlète catégorisé 35. Les athlètes catégorisés 36 sont atteints d'athétose ou d'ataxie, et peuvent marcher et courir sans support (bien qu'avec difficulté). La catégorie 37 est celle d'une hémiplégie moyenne ou minimale ; l'athlète marche et court aussi sans support (en boitant). La catégorie 38, pour les handicaps les moins lourds, recouvre une hémiplégie, diplégie, athétose ou ataxie « minimale ». | F31 à F38        | idem |
| T40 à T47 | Petite taille, puissance musculaire altérée et amputation des membres supérieurs. La catégorie 40 est celle des athlètes de petite taille (taille inférieure à 130 cm pour les hommes et 125 cm pour les femmes). La catégorie 41 est celle des athlètes de petite taille (taille inférieure à 145 cm pour les hommes et 137 cm pour les femmes). Les athlètes catégorisés 42 ont une puissance musculaire altérée au-dessus du genou (simple ou bilatérale), 43 au dessous du genou (bilatérale) et 44 au dessous du genou (simple). Les athlètes catégories 45, 46 ou 47 sont amputés des deux bras (45) ou d'un seul au-dessus du coude (46), ou d'une amputation entre coude et poignet (47).                                       | F40 à F47        | idem |
| T51 à T54 | Blessés médullaires. Athlètes en fauteuil roulant (épreuves de course). La catégorie 51 désigne le niveau de handicap le plus lourd (peu ou pas de mouvement des jambes et du torse, problèmes d'équilibre sévères, couplés à un handicap aux mains ou aux bras), et 54, le moins lourd (pas de handicap aux bras). | F51 à F57        | Athlètes en fauteuil roulant (épreuves de lancer assis). Le principe est le même, mais avec une gamme de distinctions élargie. |
| T61 à 64  | Amputation au niveau des membres inférieurs. Les athlètes sont amputés avec prothèses : bi-amputés fémoraux (61), bi-amputés tibiaux (62), amputé fémoral (63) et amputé tibial (64). Par exemple, la néerlandaise Fleur Jong, amputée des deux jambes, participe aux épreuves de la catégorie T62 et T64, et porte des prothèses. | F61 à 64         | |
| T71 à 72  | Troubles sévères de la coordination. Ils pratiquent uniquement le frame running. |                  | |

## Compétition
L’athlétisme est un sport paralympique officiel depuis les Jeux paralympiques de Rome en 1960, qui sont les premiers Jeux paralympiques à avoir été organisés. Aux Jeux paralympiques, l’athlétisme est le handisport qui regroupe le plus grand nombre d’athlètes et qui compte le plus grand nombre d’épreuves (167 épreuves aux Jeux paralympiques d'été de 2020).
Depuis 1984, des épreuves de démonstration d’athlétisme handisport sont présentées aux Jeux olympiques.